# Брайс каньон
Националният парк Брайс Каньон (на английски: Bryce Canyon National Park) е един от националните паркове на САЩ. Разположен е в Югозападната част на щата Юта на височина от 2400 до 2700 метра. Представлява гигантски природен амфитеатър, създаден от ерозията. Геоложките структури, наречени худу (hoodoo) се формират под влиянието на вятъра, водата и леда. Паркът носи името на Ебенезър Брайс (Ebenezer Bryce), който е един от пионерите в района, заселил се тук около 1875.

## История
Археологически находки в района показват, че хора са го населявали преди поне 10000 години. Индианците изкарват прехраната си основно с ловуване, но също така и с отглеждане на различни култури.
Първите бели хора, мормоните, се заселват тук през XVIII и XIX век. Първата научна експедиция е водена от майор Джон Уесли Пауъл през 1872 година.
Църквата на Исус Христос на светиите от последните дни изпраща Ебенезър Брайс и семейството му в парка, където той започва да отглежда крави. Постепенно и други мормони се заселват в областта. Той построява път, за да може лесно да събира дърва за огън, както и канал за напояване. Новопристигналите започват да наричат това място каньонът на Брайс, а по-късно просто Брайс Каньон.
След суши, наводнения и не останали достатъчно пасища, повечето заселници, включително Брайс, напускат района.
Около 1918 година Брайс Каньон започва да се популяризира отново с разкази на очевидци и брошури. Интересът към него нараства, но поради труден достъп, отдалеченост и липса на места за спане, посетителите са много малко. С построяването на скромен хотел и разрастването на железопътния транспорт, през 20-те години на XX век са привлечени много повече туристи. По същото време започват и опасенията от разрушаване на крехката природа и замърсяване на парка. За да бъде съхранен за поколенията, на 8 юни 1923 година той бива обявен за национален монумент. На 25 февруари 1928 година той е обявен за национален парк.
Националното историческо общество „Брайс Каньон“ (Bryce Canyon Natural History Association (BCNHA)) е основано през 1981 година с научна, популяризаторска и образователна цел. През 2004 година започва реконструкция на остарелите пътища в парка.

## Климат
От април до октомври времето е приятно, с прохладни дни и студени нощи, понякога с бури. Температурите падат рязко през зимата, но дните остават слънчеви и ясни. Паркът има изключително чист въздух, което позволява видимост до 200 мили. Поради доброто качество на въздуха и липсата на светлини заради отдалечеността от градовете, нощното небе предоставя внушителни гледки на звездите и Млечния път.

## Геология
Най-големите отлагания в района на Брайс Каньон са по време на креда и в началото на ценозой. Разноцветните формации, от които са съставени худус в парка са седименти, донесени от система студени течения и езера, съществували преди 63 до 40 милиона години. Худус могат да имат всякакви причудливи форми благодарение на случайните флуктуации в процесите на ерозия.
Издигането на областта, започнало преди около 70 милиона години, води до формирането на Скалистите планини (Rocky Mountains). Платото Колорадо се издига преди 10 до 15 милиона години.
Вертикални връзки са създадени вследствие на това издигане, които са подложени на процеса на ерозия. Най-силно ерозирали са така наречените Pink Cliffs от формацията Claron. Тяхната реакция на ерозията е формирането на свободностоящи иглообразни скални образования, наречени худу, докато много по-устойчивите White Cliffs формират монолити. Розовият цвят се дължи на железен окис и магнезий. Други интересни формации са арки, естествени мостове, стени и прозорци. Худус са съставени от мека седиментна скала, покрити с много по-твърд камък, който ерозира по-трудно.
Формациите, които могат да се видят тук, са част от геологическото образувание наречено Grand Staircase (Голямото стълбище). Най-старите скали от тази поредица се намират в Гранд каньон, тези от средната епоха се намират в Зайон, а най-младите в Брайс Каньон. Скалите в Брайс Каньон са с около 100 милиона години по-млади от тези в Зайон, а тези в Зайон с около 100 милиона години по-млади от тези в Гранд каньон.
Помежду си формациите от Grand Staircase (Голямото стълбище) споделят около 2000 милиона години от историята на Земята.

## Флора и фауна
Горите и ливадите на Брайс Каньон създават условия за разнообразие на животинския свят – лисици, 60 вида птици, пуми и черни мечки. Черноопашатият елен (Odocoileus hemionus), вапити (Cervus canadensis) и вилорогата антилопа (Antilocapra americana) са най-често срещаните чифтокопитни.
Повечето от птиците мигрират по време на зимата, но някои като например врани, орли и сови остават. Земните катерици и мармотите прекарват зимата в хибернация, а койотите и пумите слизат на по-ниско ниво.
В зависимост от височината се разграничават 3 района:

### Долен район
Най-ниските части се характеризират с храсти и ниски дървета от рода на хвойната. тополи и върби се срещат край водните басейни.

### Среден район
Този район се характеризира с различни видове бор, най-известният от които е Pinus ponderosa.

### Височинен район
В този район климатичните условия са сурови, но се срещат високопланински борове като бял бор, pseudotsuga и picea engelmannii.